# Mistrzostwa Afryki w Lekkoatletyce 1979
1. Mistrzostwa Afryki w Lekkoatletyce – ogólnoafrykańskie zawody lekkoatletyczne, które zostały zorganizowane w 1979 roku w Dakarze, na Stade Iba Mar Diop.

## Klasyfikacja medalowa
| Klasyfikacja medalowa | Klasyfikacja medalowa    | Klasyfikacja medalowa | Klasyfikacja medalowa | Klasyfikacja medalowa | Klasyfikacja medalowa |
| --------------------- | ------------------------ | --------------------- | --------------------- | --------------------- | --------------------- |
| Miejsce               | Kraj                     | Złoto                 | Srebro                | Brąz                  | Razem                 |
| 1.                    | Nigeria                  | 8                     | 9                     | 7                     | 24                    |
| 2.                    | Algieria                 | 7                     | 2                     | 4                     | 13                    |
| 3.                    | Kenia                    | 6                     | 9                     | 5                     | 20                    |
| 4.                    | Ghana                    | 5                     | 1                     | 1                     | 7                     |
| 5.                    | Etiopia                  | 3                     | 4                     | 2                     | 9                     |
| 6.                    | Tunezja                  | 2                     | 2                     | 2                     | 6                     |
| 7.                    | Wybrzeże Kości Słoniowej | 2                     | 2                     | 0                     | 4                     |
| 8.                    | Maroko                   | 2                     | 1                     | 3                     | 6                     |
| 9.                    | Egipt                    | 1                     | 1                     | 1                     | 3                     |
| 10.                   | Sudan                    | 1                     | 1                     | 0                     | 2                     |
| 11.                   | Kamerun                  | 1                     | 0                     | 1                     | 2                     |
| 11.                   | Gabon                    | 1                     | 0                     | 1                     | 2                     |
| 13.                   | Senegal                  | 0                     | 3                     | 5                     | 8                     |
| 14.                   | Tanzania                 | 0                     | 3                     | 2                     | 5                     |
| 15.                   | Kongo                    | 0                     | 1                     | 0                     | 1                     |
| 16.                   | Uganda                   | 0                     | 0                     | 4                     | 4                     |
| 17.                   | Rwanda                   | 0                     | 0                     | 1                     | 1                     |